# Mazzeratura
La mazzeratura è una pena di morte della cui pratica si hanno menzioni in epoca medievale. Destinata, secondo le fonti, a coloro che si erano macchiati di tradimento, consisteva nell'annegamento della vittima, dopo che quest'ultima era stata rinchiusa in un sacco.
Era analoga a un supplizio inflitto nella Roma antica, la poena cullei, che la Lex Pompeia riservava ai parricidi. Rispetto a quest'ultima, però, la mazzeratura non è associata a un particolare rituale, né la morte avveniva necessariamente in compagnia di particolari bestie (scimmia, cane, vipera).

## Etimologia
Il verbo mazzerare deriva probabilmente da mazzera, termine usato in ambito linguistico meridionale per indicare una zavorra di pietrame, legata alla tonnara dalla parte opposta ai sugheri, per appesantirla e farla così aderire al fondo. 
Mazzera deriva a sua volta dall'arabo ma῾ṣara, con il significato di «macina da mulino».

## Testimonianze

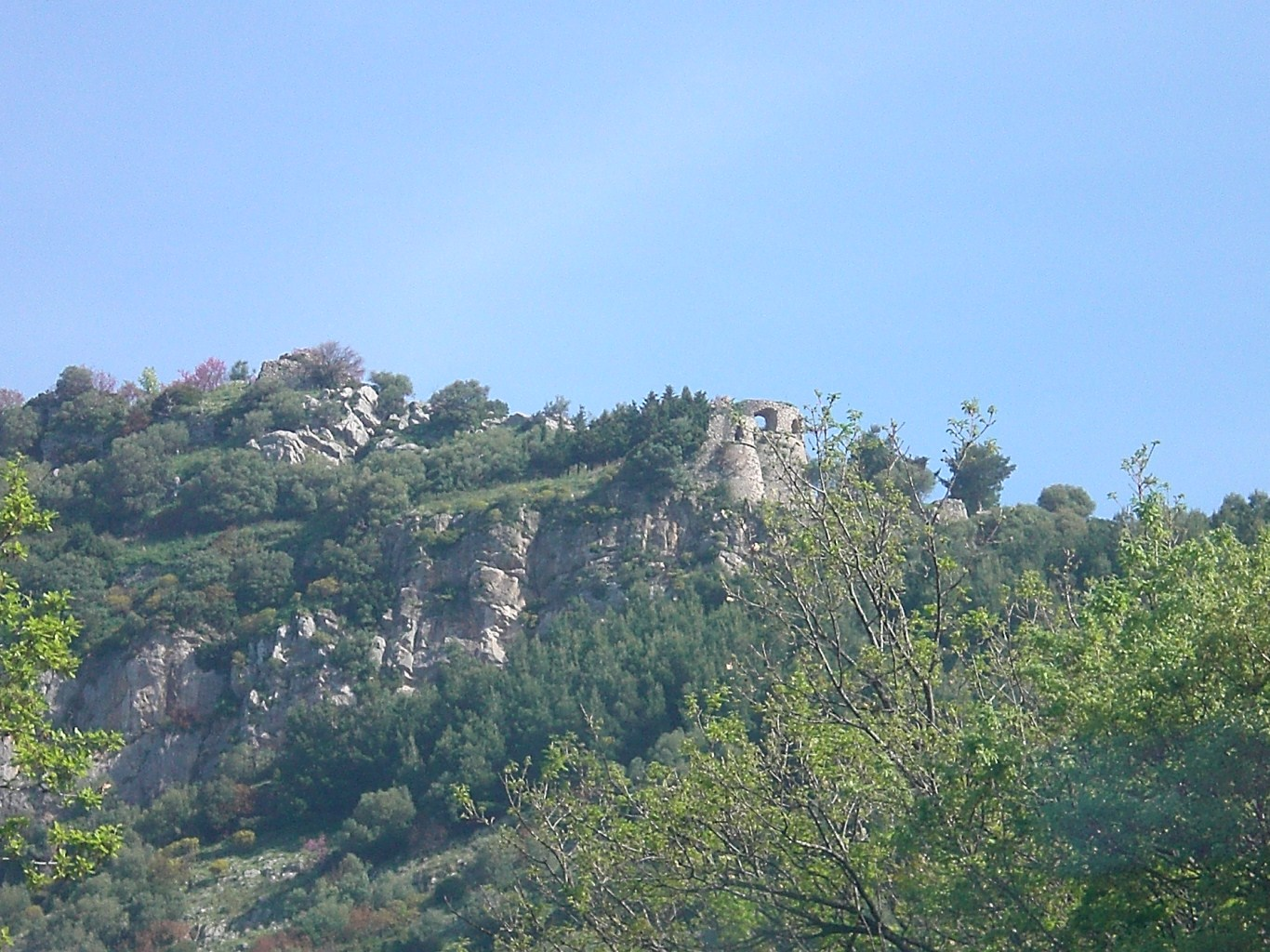
I resti del castello di Capaccio, dove si consumò l'epilogo della omonima ribellione

### Eventi storici
Dell'uso di questa pena capitale esistono alcune menzioni in eventi collegati alla storia del Regno di Sicilia e del Sacro Romano Impero, relativi all'età federiciana e ai fatti successivi alla rivolta dei Vespri siciliani.

#### Datto di Bari
Un caso di mazzeratura è registrato nell'epilogo della rivolta anti-bizantina organizzata da Melo di Bari e da suo cognato Datto.
Nel 1015, con la benedizione di papa Benedetto VIII, Melo si recò in Germania per chiedere aiuto all'imperatore Enrico II. Questi lo accolse tra i suoi vassalli e lo creò Duca di Puglia, ma non gli fornì alcun aiuto militare. 
Melo allora ritornò in Italia, si procurò il rinnovato appoggio dei principi longobardi e delle città dissidenti e assoldò alcuni cavalieri normanni mercenari, guidati da Gilbert Buatère, che fecero così la loro comparsa sulla scena geopolitica italiana. Con loro mosse da Capua verso la Capitanata: grazie ad alcuni successi iniziali (ad Arènola presso il Fortore, a Civitate, a Vaccarizza presso Troia, nella primavera del 1017), Melo si aprì la strada fino a Trani.
Ma lo scontro decisivo con le truppe bizantine guidate dal nuovo catapano Basilio Bojoannes avvenne nella battaglia di Canne del 1º ottobre 1018, che vide soccombere gli insorti.
Datto di Bari fu mandato a morte dai bizantini per mazzeratura il 15 giugno 1021.

#### Federico II di Svevia

##### Congiura di Capaccio (1246)
È noto che questa pena fu adottata dall'imperatore Federico II di Svevia, che vi fece ricorso quando per punire alcuni dei traditori che avevano complottato contro di lui nella congiura di Capaccio.
Federico II, per un certo verso, riprese un altro degli aspetti rituali della poena cullei del diritto romano, comandando che dei serpenti fossero inseriti nei sacchi dei condannati.

##### Battaglia dell'isola del Giglio (1241)

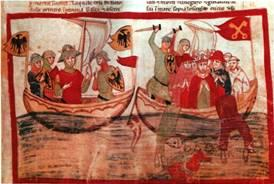
La battaglia del Giglio, da una miniatura della Nova Cronica

Stando a quanto riporta la Nova Cronica del cronista fiorentino Giovanni Villani, Federico II si sarebbe già in precedenza servito della mazzeratura, per punire alcuni alti prelati fatti prigionieri nella battaglia dell'isola del Giglio del 1241. In quell'occasione, Re Enzo, figlio di Federico II, aveva inviato la flotta della Repubblica di Genova, formalmente guidata da Ansaldo De Mari, appoggiata da una flotta della Repubblica di Pisa, incontro alla flotta su cui Papa Gregorio IX aveva fatto imbarcare prelati europei diretti al concilio ecumenico previsto per la Pasqua del 1241.
La battaglia, breve e cruenta, ebbe luogo nel braccio di mare tra il Giglio e l'Isola di Montecristo: i cardinali scampati alla morte in battaglia, furono fatti prigionieri e condotti a Pisa per andare incontro a una fine che Giovanni Villani individua come una delle cause della scomunica dell'imperatore e della successiva condanna al Concilio di Lione, e che descrive in questo modo:
(Nova Cronica, VII, 25 – Della sentenzia che papa Innocenzo diede al concilio a Leone sovra Rodano sopra Federigo imperadore)

#### Alaimo da Lentini

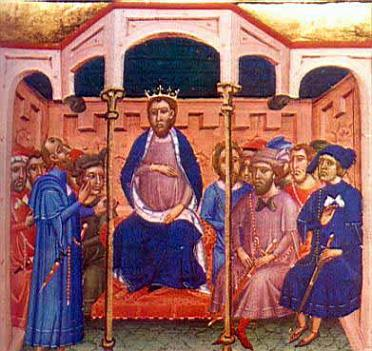
Giacomo II presiede le Cortes di Barcellona.

La mazzeratura fu anche la pena inflitta ad Alaimo di Lentini, già eroe dei Vespri siciliani, marito di Macalda di Scaletta, ma caduto in disgrazia agli occhi della dinastia aragonese dopo la morte di re Pietro d'Aragona, che lo aveva invece protetto e tenuto con in gran conto con sé.
Insieme con suo nipote Adinolfo da Mineo, Alaimo fu gettato in mare presso l'isola di Marettimo, appena dopo che gli era stato consentito di rivedere all'orizzonte la sua Sicilia: infatti, dietro la falsa promessa di un ritorno in patria, era stato persuaso con l'inganno a imbarcarsi da Barcellona, nell'agosto 1287, fiducioso che il suo rientro in Sicilia avrebbe esaudito la sua richiesta di un equo processo in patria, grazie al quale liberarsi dei sospetti addensatisi sul suo comportamento. Entrambi, invece, inconsapevoli del loro destino, erano già condannati per tradimento, con sentenza sommariamente decretata, a loro insaputa, da Giacomo II di Aragona.

### Menzioni letterarie

#### Divina Commedia

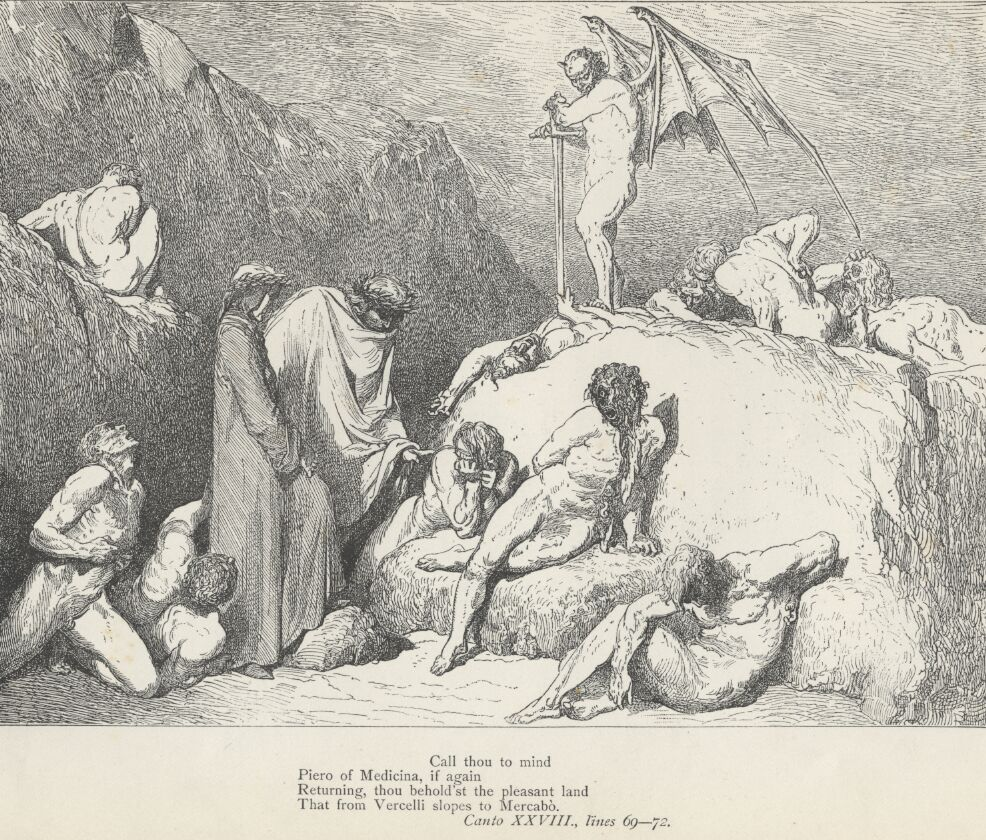
Pier da Medicina con Dante e Virgilio, illustrazione di Gustave Doré

Una menzione letteraria ricorre nella Divina Commedia di Dante Alighieri: Pier da Medicina,  nel Canto XXVIII dell'Inferno, chiede al poeta di mettere in guardia Guido I del Cassero e Angiolello da Carignano, due valenti uomini di Fano, dall'infausto destino che egli era in grado di prevedere, la morte per "mazzeratura" presso Cattolica, quale pena per essersi opposti al bieco tiranno Malatestino I Malatesta:
(Dante Alighieri, Divina Commedia, Inferno, canto 28 - versi 76-81)
Francesco di Bartolo, nel commentare questo passo delle Commedia, definisce il «mazzerare [...] lo gittar l'umo in mare in un sacco con una pietra grande; o legate le mani, e i piedi, e con un grande sasso al collo». Il Dizionario dell'Accademia della Crusca ne dà l'equivalente in latino: proiectus in mare culeo inclusus (scaraventato in mare all'interno di un sacco, n.d.r.).

#### Decameron
Ne esistono alcune citazioni dal Decameron di Giovanni Boccaccio, come nella seconda novella della quinta giornata, narrata da Fiammetta:
Altra citazione ricorre nella novella terza della quarta giornata (Filostrato):